# マネー・フォー・ナッシング
「マネー・フォー・ナッシング」（Money for Nothing）は、イギリスのロック・バンド、ダイアー・ストレイツが1985年に発表した楽曲。スタジオ・アルバム『ブラザーズ・イン・アームス』に収録され、同アルバムからの第2弾シングルとしてもリリースされた。

## 背景
歌詞の内容は、MTVに出てくるスターを批判したものである。ダイアー・ストレイツの中心人物であるマーク・ノップラーは、デパートの店内にあるテレビでMTVが映っていた時、登場するミュージシャンの悪口を店員が言っているのを見て、この曲の着想を得たという。歌詞の中にゲイを意味するスラング「faggot」が含まれていることから物議を醸し、マーク・ノップラーは、ロンドンでゲイ向けの新聞を作っている編集者から「卑怯だ」と言われたこともあった。
当初はノップラーによるギター・リフから始まるアレンジだったが、キーボーディストのガイ・フレッチャーのアイディアによりイントロが追加された。共同プロデューサーのニール・ドーフスマンによれば、ノップラーのギターを録音する際、当初は楽曲のテーマにちなみ、当時のMTVの常連だったZZ Top風の音色を出すことを試みていたが、マイクのセットアップが終わっていないにもかかわらず、偶然にも素晴らしいギター・サウンドが得られた。後日ニューヨークに戻り、パワー・ステーションにおいて同じ機材や条件で試してみたものの、同じサウンドを再現することはできなかったという。
本作のレコーディング中、スティングが休暇でスタジオのあるモントセラト島を訪れており、スティングはレコーディングに参加し、ポリスの「高校教師」(Don't Stand So Close to Me)のメロディで"I want my MTV"のフレーズを歌っている。その後、スティングの音楽出版社が彼の著作権を主張し、スティング自身の反対にかかわらず、この曲はノップラーとスティングの共作としてクレジットされた。ダイアー・ストレイツとスティングは、1985年のライヴエイドでもこの曲を共演しており、その模様は映像作品『ライヴ・エイド』にも収録された。
アルバム『ブラザーズ・イン・アームス』のLPでは収録時間は7分04秒であったが、同アルバムのカセットおよびCDには8分26秒のヴァージョンが収録され、12インチ・シングルにもフル・ヴァージョンが収録された。また、7インチ・シングルには4分38秒に編集されたヴァージョンが収録された。

## ミュージック・ビデオ
スティーブ・バロンが監督したミュージック・ビデオはコンピュータアニメーションが多用された内容で、アニメーションの制作には主にボッシュのFGS-4000が使用された。
マーク・ノップラーはミュージック・ビデオの制作を望んでおらず、バンドの演奏シーンを収録すれば十分と考えていたが、バロンは「MTVはコンサート・ビデオを求めていない」と考えてMTVについての物語を描いたコンセプト・ビデオを考案する。そしてバロンは、アメリカでダイアー・ストレイツの作品の販売権を持つワーナー・ブラザース・レコードから「マークはMTVもコンセプト・ビデオも嫌っているから、彼を説得してこい」と要求されたという。
1987年にMTVヨーロッパが放送を開始した際、最初に放映されたミュージック・ビデオは「マネー・フォー・ナッシング」であった。

## 反響・評価
バンドの母国イギリスでは、全英シングルチャートで最高4位に達し、バンドにとって4作目の全英トップ10シングルとなった。アメリカではミュージック・ビデオがMTVで頻繁に流されて、総合チャートのBillboard Hot 100とメインストリーム・ロック・チャートの両方で1位となり、バンドにとって初の全米1位獲得シングルとなった。
1986年2月に開催されたブリット・アワードでは、最優秀ブリティッシュ・シングルと最優秀ブリティッシュ・ビデオの2部門にノミネートされた。アメリカのグラミー賞では最優秀ロック・ボーカル・パフォーマンス賞を受賞した。
本作のミュージック・ビデオは、MTV Video Music Awardsで11部門にノミネートされ、最優秀ビデオ賞と最優秀グループ・ビデオ賞の2部門を受賞した。
2011年8月にギブソン公式サイトが発表した「'80年代の偉大な50曲」では28位にランク・インしている。

## その後
1987年にリリースされたCDVシングルは、「マネー・フォー・ナッシング」のフル・ヴァージョンおよびミュージック・ビデオに加えて、「真実の世界(One World)」と「君にさよなら(So Far Away)」をカップリング曲として収録した内容である。
1988年、本作からタイトルを取ったダイアー・ストレイツ初のベスト・アルバム『マネー・フォー・ナッシング』がリリースされ、同アルバムにはこの曲のエディット・ヴァージョンが収録された。
カナダでは、ラジオのリスナーが歌詞の中の「faggot」という言葉にクレームを付けたため、2011年1月にカナダのラジオ局で放送禁止となるが、同年8月31日には解禁された。
後にアルバムが再発された際には、件の「faggot」という歌詞が含まれる部分のヴォーカルトラック部分がカットされる修正を施した状態で再収録されているが、ライブアルバム「On THe Night」では修正されることなく収録されている。